# Stockholmsåsen
Stockholmsåsen er en cirka 60 kilometer lang ås, der går fra den sydlige del af Uppland til det nordøstlige Södermanland i Stockholms län i Sverige. Åsen strækker sig fra Arlanda til Jordbro og Västerhaninge. Den del af Stockholmsåsen som ligger på Norrmalm kaldes Brunkebergsåsen.